# Floating
Floating è il terzo album in studio del gruppo musicale tedesco Eloy, pubblicato nel 1974.

## Tracce
1. Floating – 4:02
2. The Light from Deep Darkness – 14:40
3. Castle in the Air – 5:35
4. Plastic Girl – 9:11
5. Madhouse – 5:16

Tracce bonus nella ristampa del 2001
1. Future City (live) – 4:59
2. Castle in the Air (live) – 8:08
3. Flying High (live) – 3:30

## Formazione
- Frank Bornemann – voce, chitarra, percussioni
- Fritz Randow – batteria, chitarra acustica, percussioni, flauto
- Wolfgang Stocker – basso
- Manfred Wieczorke – organo, chitarra, voce, percussioni